# Świerzbnica leśna
Świerzbnica leśna (Knautia dipsacifolia Kreutzer) – gatunek rośliny z rodziny przewiertniowatych. Występuje w środkowej i południowej Europie na obszarze od Hiszpanii po Ukrainę sięgając o Niemcy i Polskę na północ oraz Włochy, Albanię i Rumunię na południu. W Polsce rośnie w Karpatach od Pienin na wschód, poza tym na rozproszonych, pojedynczych stanowiskach na niżu sięgając na północy po okolice Łodzi i Warszawy.

## Morfologia

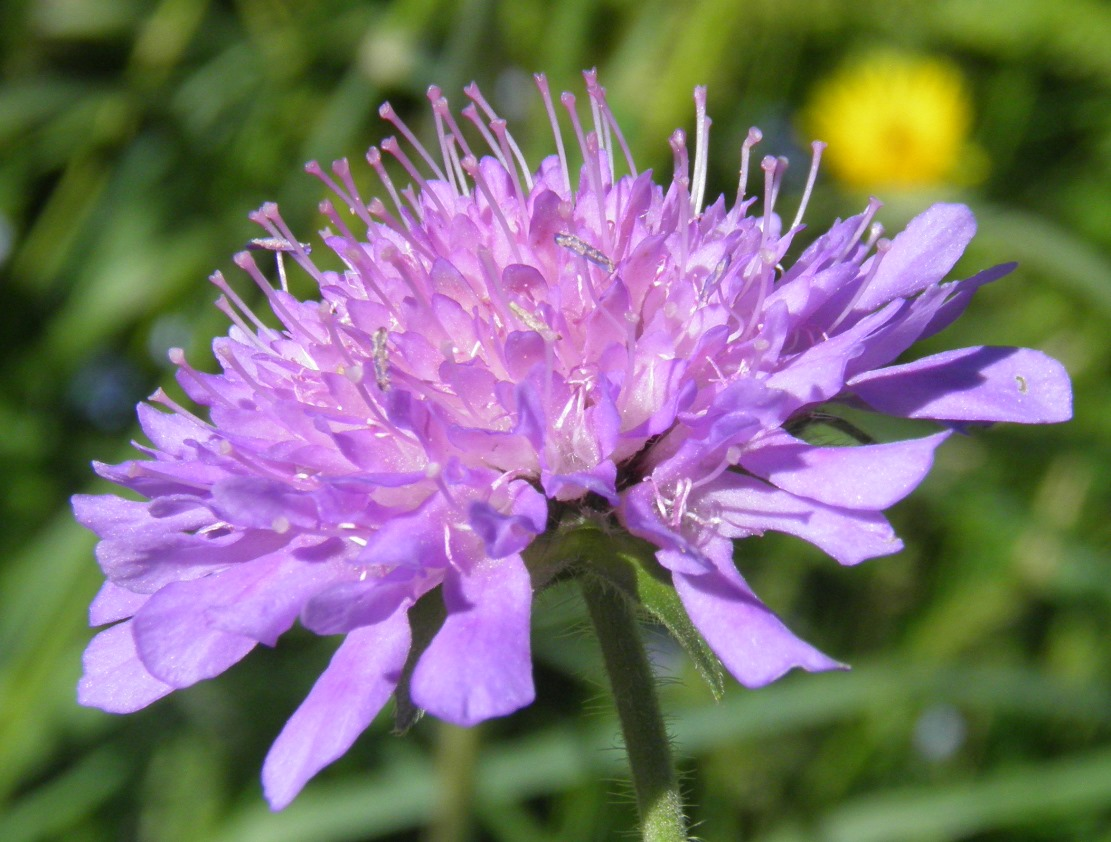
Kwiatostan

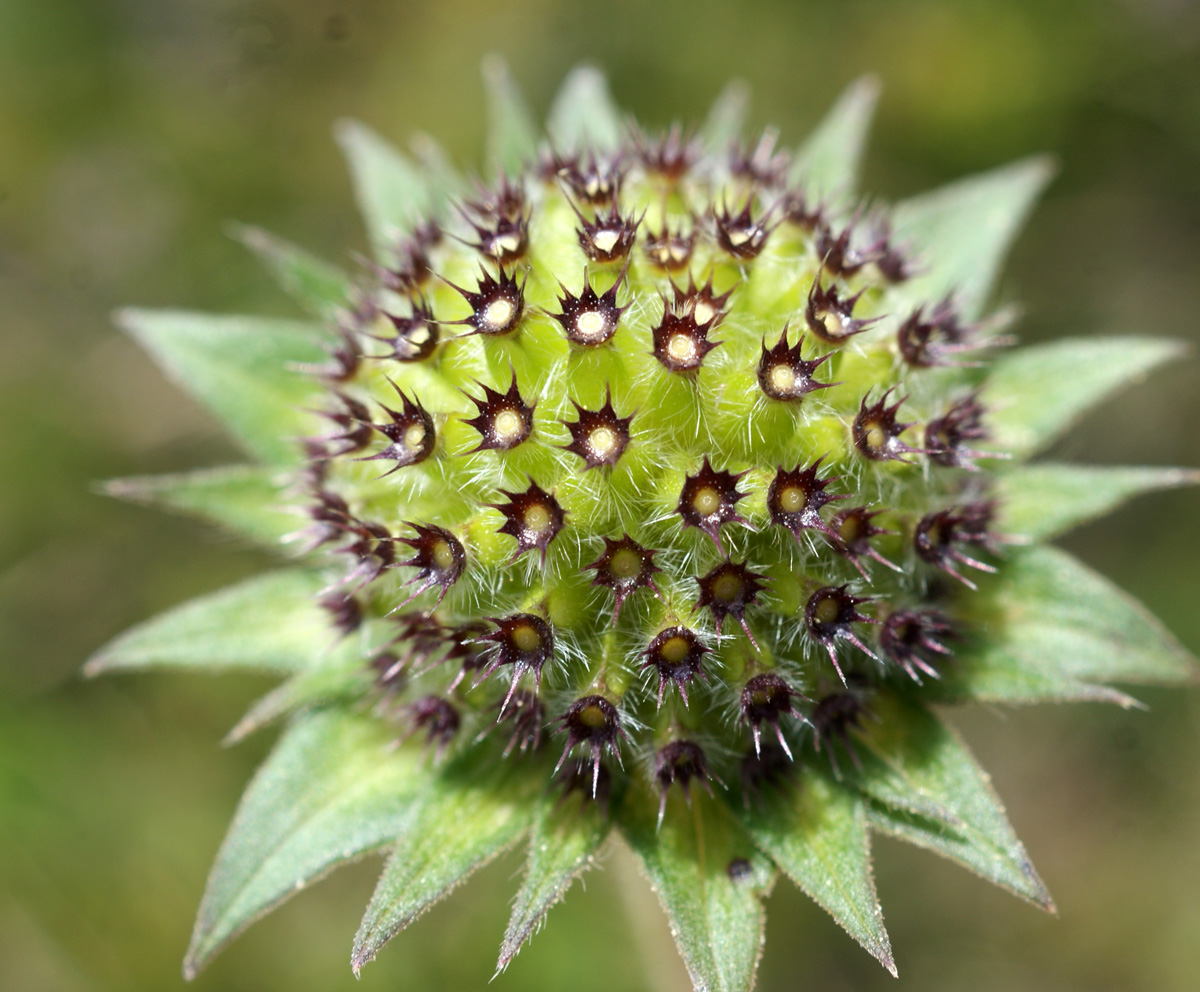
Owoce

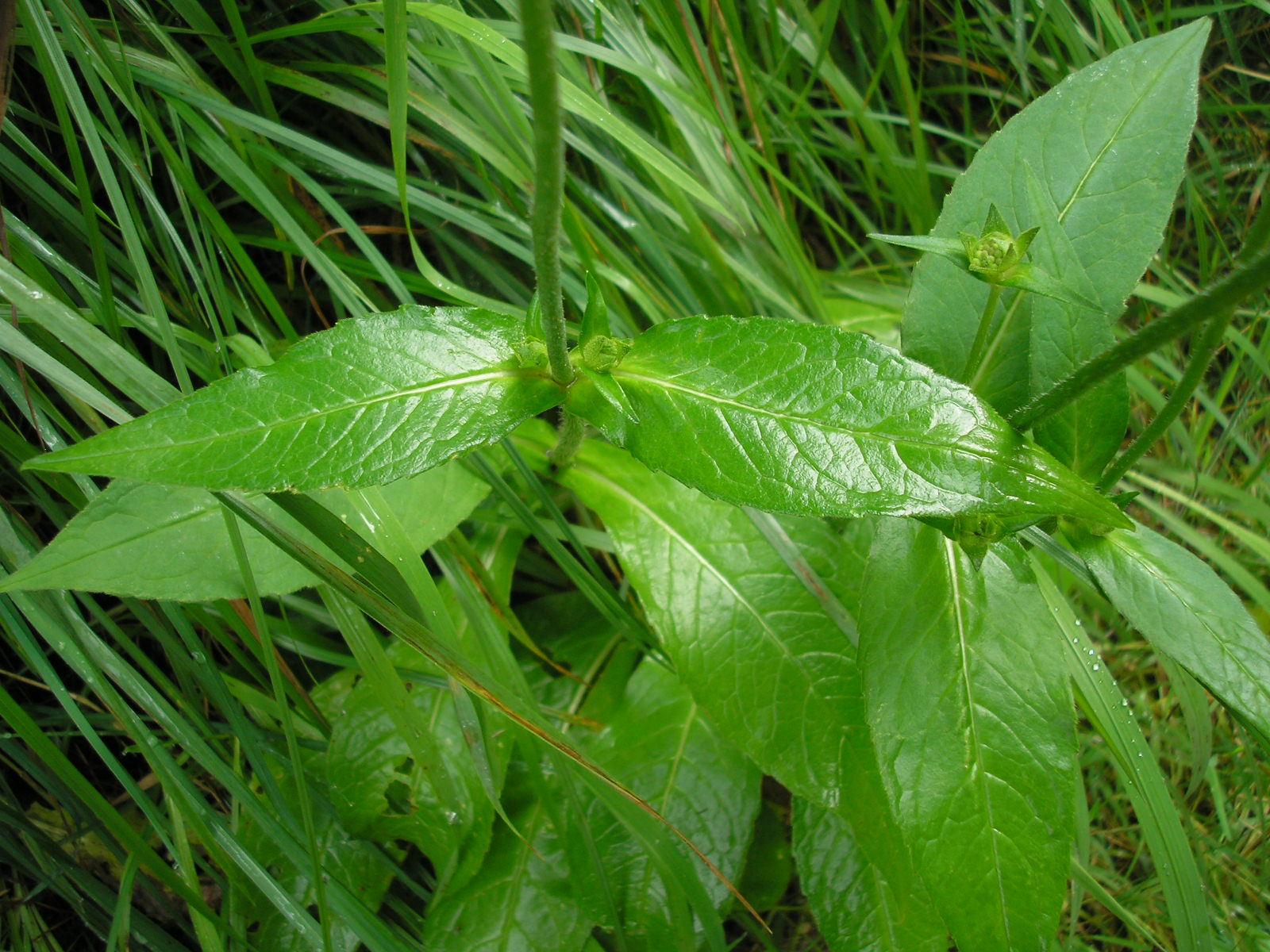
Liście

PokrójRoślina zielna osiągająca 30–80 cm wysokości, rzadziej do 150 cm. Łodyga w dolnej części pokryta jest odstającymi szczecinkami bez włosków zakrzywionych w dół.
LiścieZwykle niepodzielone, całobrzegie lub karbowane, jajowate do lancetowatych, o długości do 15, rzadziej 20 cm i szerokości od 2 do 6 cm. Najszersze w dolnej połowie lub w połowie, żywozielone i lśniące. Dolne liście zwężone są w szeroki ogonek, górne liście są siedzące.
KwiatyZebrane w koszyczki, które na pędzie rozwijają się w liczbie od 1 do 3 i mają 2–4 cm średnicy. Kwiatostan wsparty jest listkami okrywy, które zwykle są krótsze, rzadziej dłuższe od kwiatów. Listki te są jajowato lancetowate i owłosione, zwłaszcza na brzegu. Korony kwiatów purpurowofioletowe.
OwocePozorne – niełupki zrośnięte z kielichem i kieliszkiem, mają podługowaty kształt i osiągają ok. 6 mm długości oraz 2,5 mm szerokości. Są owłosione.
Gatunki podobneŚwierzbnica polna Knautia arvensis ma liście pierzastosieczne, szarozielone i gęsto owłosione; w dole łodygi ma włoski w dół zakrzywione. Rośliny z rodzaju driakiew Scabiosa mają korony 5-łatkowe i głęboko wcinane liście. Czarcikęs łąkowy Succisa pratensis i czarcikęsik Kluka Succisella inflexa mają liście całobrzegie, ale kwiatostany bardziej kulistawe (silniej wysklepione i bez powiększonych kwiatów na brzegu koszyczka).

## Biologia i ekologia
Bylina, hemikryptofit. Rośnie w murawach i zaroślach. Kwitnie od czerwca do września.

## Zmienność
W obrębie gatunku wyróżnia się 7 podgatunków:
- Knautia dipsacifolia subsp. catalaunica (Sennen ex Szabó) O.Bolòs & Vigo
- Knautia dipsacifolia subsp. dipsacifolia
- Knautia dipsacifolia subsp. gracilis (Szabó) Ehrend.
- Knautia dipsacifolia subsp. lancifolia (Heuff.) Ehrend.
- Knautia dipsacifolia subsp. pocutica (Szabó) Ehrend.
- Knautia dipsacifolia subsp. sixtina (Briq.) Ehrend.
- Knautia dipsacifolia subsp. turocensis (Borbás) Jáv. ex Kiss